# Класс сопряжённости
Класс сопряжённости — множество элементов группы {\displaystyle G}, образованное из элементов, сопряжённых заданному {\displaystyle g\in G}, то есть — всех элементов вида {\displaystyle hgh^{-1}}, где {\displaystyle h} — произвольный элемент группы {\displaystyle G}.
Класс сопряжённости элемента {\displaystyle g\in G} может обозначаться {\displaystyle [g]}, {\displaystyle g^{G}} или {\displaystyle \mathrm {Cl} (g)}.

## Определение
Элементы {\displaystyle g_{1}} и {\displaystyle g_{2}} группы {\displaystyle G} называются сопряжёнными, если существует элемент {\displaystyle h\in G}, для которого {\displaystyle hg_{1}h^{-1}=g_{2}}. Сопряжённость является отношением эквивалентности, а потому разбивает {\displaystyle G} на классы эквивалентности, это, в частности, означает, что каждый элемент группы принадлежит в точности одному классу сопряжённости, и классы {\displaystyle [g_{1}]} и {\displaystyle [g_{2}]} совпадают тогда и только тогда, когда {\displaystyle g_{1}} и {\displaystyle g_{2}} сопряжены, и не пересекаются в противном случае.

### Замечания
- Классы сопряжённости могут быть также определены как орбиты действия группы на себе сопряжениями, заданными формулой {\displaystyle (g,m)=gmg^{-1}}[1].

## Примеры
- Симметрическая группа {\displaystyle S_{3}}, состоящая из всех шести перестановок трёх элементов, имеет три класса сопряжённости:
  - порядок не меняется ({\displaystyle abc\to abc}, «1A»),
  - перестановка двух элементов ({\displaystyle abc\to acb}, {\displaystyle abc\to bac}, {\displaystyle abc\to cba}, «3A»),
  - циклическая перестановка всех трёх элементов ({\displaystyle abc\to bca}, {\displaystyle abc\to cab}, «2A»).

- Симметрическая группа {\displaystyle S_{4}}, состоящая из всех 24 перестановок четырёх элементов, имеет пять классов сопряжённости:
  - порядок не меняется (1 перестановка): {\displaystyle \{\{1,2,3,4\}\}}, «1A» или «(1)4»;
  - перестановка двух элементов (6 перестановок): {\displaystyle \{\{1,2,4,3\},\{1,4,3,2\},\{1,3,2,4\},\{4,2,3,1\},\{3,2,1,4\},\{2,1,3,4\}\}}, «6A» или «(2)»;
  - циклическая перестановка трёх элементов (8 перестановок): {\displaystyle \{\{1,3,4,2\},\{1,4,2,3\},\{3,2,4,1\},\{4,2,1,3\},\{4,1,3,2\},\{2,4,3,1\},\{3,1,2,4\},\{2,3,1,4\}\}}, «8A» или «(3)»;
  - циклическая перестановка всех четырёх элементов (6 перестановок): {\displaystyle \{\{2,3,4,1\},\{2,4,1,3\},\{3,1,4,2\},\{3,4,2,1\},\{4,1,2,3\},\{4,3,1,2\}\}}, «6B» или «(4)»;
  - перестановка попарная (3 перестановки): {\displaystyle \{\{2,1,4,3\},\{4,3,2,1\},\{3,4,1,2\}\}}, «3A» или «(2)(2)».

- В общем случае число классов сопряжённости в симметрической группе {\displaystyle S_{n}} равно количеству разбиений числа {\displaystyle n}, так как каждый класс сопряжённости соответствует в точности одному разбиению перестановки {\displaystyle \{1,2,\dots ,n\}} на циклы[англ.].

## Свойства
- Нейтральный элемент всегда образует свой собственный класс {\displaystyle [e]=\{e\}}
- Если {\displaystyle G} — абелева, то {\displaystyle \forall {g,h\in G}\ ghg^{-1}=h}, таким образом {\displaystyle [g]=\{g\}} для всех элементов группы.
- Если два элемента {\displaystyle g_{1}} и {\displaystyle g_{2}} группы {\displaystyle G} принадлежат одному и тому же классу сопряжённости, то они имеют одинаковый порядок.
  - Более общо: любое теоретико-групповое утверждение {\displaystyle \pi (g)} об элементе {\displaystyle g\in G} эквивалентно утверждению для элемента {\displaystyle h\in [g]}, поскольку сопряжение {\displaystyle x\to xgx^{-1}} является автоморфизмом группы {\displaystyle G}.
- Элемент {\displaystyle g\in G} лежит в центре {\displaystyle Z(G)} тогда и только тогда, когда его класс сопряжённости состоит из единственного элемента: {\displaystyle [g]=\{g\}}.
  - Более общо: индекс подгруппы {\displaystyle Z_{G}(g)} (централизатора заданного элемента {\displaystyle g}) равен числу элементов в классе сопряжённости {\displaystyle [g]} (по теореме о стабилизации орбит[англ.]).
- Если {\displaystyle g_{1}} и {\displaystyle g_{2}} сопряжены, то сопряжены и их степени {\displaystyle g_{1}^{k}} и {\displaystyle g_{2}^{k}}.

- Для любого элемента группы {\displaystyle g\in G} элементы в классе сопряжённости {\displaystyle [g]} взаимно-однозначно соответствуют классам смежности централизатора {\displaystyle Z_{G}(g)}, действительно, если {\displaystyle h_{1}\in [h_{2}]}, то {\displaystyle h_{1}=h_{2}z} для некоторого {\displaystyle z\in Z_{G}(g)}, что приводит к тому же самому сопряжённому элементу: {\displaystyle h_{1}gh_{1}^{-1}=h_{2}zg(h_{2}z)^{-1}=h_{2}zgz^{-1}h_{2}^{-1}=h_{2}zz^{-1}gh_{2}^{-1}=h_{2}gh_{2}^{-1}}. В частности:
  - Если {\displaystyle G} — конечная группа, то число элементов в классе сопряжённости {\displaystyle [g]} является индексом централизатора {\displaystyle [G:Z_{G}(g)]}.
  - Порядок каждого класса сопряжённости является делителем порядка группы.
- Порядок группы является суммой индексов централизаторов по выбранному представителю {\displaystyle g_{i}} из каждого класса сопряжённости: {\displaystyle |G|=\Sigma {_{i}}[G:Z_{G}(g_{i})]}. С учётом того, что централизатор группы {\displaystyle Z(G)} образует класс сопряжённости из единственного элемента (самого себя), это соотношение, называемое уравнением классов сопряжённости[2], записывается следующим образом:
{\displaystyle |G|=|Z(G)|+\Sigma {_{i}}[G:Z_{G}(g_{i})]},

где сумма берётся по всем представителям каждого класса сопряжённости, которые не принадлежат центру.
- Например, пусть задана конечная {\displaystyle p}-группа {\displaystyle G} (то есть группа с порядком {\displaystyle p^{n}}, где {\displaystyle p} — простое число и {\displaystyle n>0}). Поскольку порядок любого класса сопряжённости должен делить порядок группы, всякий класс сопряжённости {\displaystyle H_{i}} также имеет порядок, равный некоторой степени {\displaystyle p^{k_{i}}} ({\displaystyle 0<k_{i}<n}), и тогда из уравнения классов сопряжённости следует, что:

{\displaystyle |G|=p^{n}=|Z(G)|+\Sigma {_{i}}p^{k_{i}}},
отсюда, в свою очередь, следует, что число {\displaystyle p} должно делить {\displaystyle |Z(G)|}, так что {\displaystyle |Z(G)|>1} для всех конечных {\displaystyle p}-групп, то есть уравнение классов сопряжённости позволяет установить, что любая конечная {\displaystyle p}-группа обладает нетривиальным центром.
- Классы сопряжённости в фундаментальной группе линейно связного топологического пространства можно рассматривать как классы эквивалентности свободных петель[англ.] при свободной гомотопии.

## Вариации и обобщения
Для произвольного подмножества (не обязательно подгруппы) {\displaystyle S\subseteq G} подмножество {\displaystyle T\subseteq G} называется сопряжённым к {\displaystyle S}, если существует некоторый элемент {\displaystyle g\in G}, такой, что {\displaystyle T=gSg^{-1}}. В этом случае класс сопряжённости {\displaystyle [S]} — множество всех подмножеств {\displaystyle T\subseteq G}, таких, что каждое {\displaystyle T} является сопряжённым {\displaystyle S}.
Широко применяется теорема, согласно которой для любого заданного подмножества {\displaystyle S} группы {\displaystyle G} индекс множества его нормализатора {\displaystyle N(S)} равен порядку её класса сопряжённости {\displaystyle [S]}:
{\displaystyle |[S]|=[G:N(S)]}.
Это следует из того, что для {\displaystyle g,h\in G} имеет место: {\displaystyle gSg^{-1}=hSh^{-1}} тогда и только тогда, когда {\displaystyle g^{-1}h\in N(S)}, то есть {\displaystyle g} и {\displaystyle h} содержится в одном и том же классе смежности нормализатора {\displaystyle N(S)}.
Подгруппы можно разделить на классы сопряжённости так, что две подгруппы принадлежат одному классу в том и только в том случае, когда они сопряжены. Сопряжённые подгруппы изоморфны, но изоморфные подгруппы не обязательно должны быть сопряженными. Например, абелева группа может содержать две различные изоморфные подгруппы, но они никогда не будут сопряжёнными.